# Tintin (rivista)
Tintin, noto anche come Le Journal de Tintin e, nella versione fiamminga, come Kuifje, fu una rivista settimanale di fumetti edita dal 1946 al 1993. Sottotitolato prima Le journal des jeunes de 7 à 77 ans (Il giornale dei giovani dai 7 ai 77 anni) e poi Le journal des super - jeunes de 7 à 77 ans (Il giornale dei super-giovani dai 7 ai 77 anni), pubblicò - oltre a Tintin - famose serie a fumetti come Blake et Mortimer, Alix, Michel Vaillant e Ric Roland.

## Storia

### Esordi (1946-1949)
La testata esordì nel con l'edizione belga e, come Kuifje, anche nella versione fiamminga; nel 1948 esordì quella francese.
L'idea di pubblicare un periodico per ragazzi intitolato a Tintin nacque da incontri tra Raymond Leblanc e Hergé autore della serie creata nel 1929 per il Petit Vingtième e già molto popolare. Leblanc, che nel 1944 aveva fondato con due amici la piccola casa editrice Les Éditions Yes, creò a Bruxelles Les Éditions du Lombard con lo scopo di pubblicare la rivista. Per il primo numero, uscito il 26 settembre 1946, furono chiamati autori già famosi come Edgar Pierre Jacobs, con una serie di fantascienza, Blake et Mortimer, Paul Cuvelier con Corentin e Jacques Laudy con Les Quatre Fils Aymon. Gli anni seguenti, Hergé riprese Jo, Zette et Jocko che erano apparsi la prima volta in Cœurs Vaillants. Étienne le Rallic fornì una variazione umoristica con Jojo Cow-Boy e Teddy Bill.
Nel 1948 Jacques Martin arrivò con Alix, contemporaneamente a Dino Attanasio e Willy Vandersteen.
Per diversi decenni, Hergé ebbe il controllo artistico della rivista, da ciò le sue interferenze in Bob et Bobette di Willy Vandersteen (Suske en Wiske in fiammingo) che fu ridisegnato con una linea sintetica e pulita definita ligne claire (linea chiara).
Nell'ottobre 1948, fu pubblicata dalla casa editrice Dargaud la prima versione francese della rivista. Sebbene le versioni belga e francese comprendessero quasi gli stessi fumetti, c'erano linee editoriali diverse.
Nel 1949, Bob de Moor si unì all'équipe degli autori e disegnò qualche pagina di gag.
Per ricompensare i suoi lettori, Leblanc creò una specie di punto fedeltà chiamato chèque Tintin (timbre Tintin in Belgio) che si incominciò a trovare, dal 1951 in Belgio e dal 1952 in Francia, in ogni copia della rivista. Con i punti si potevano ottenere regali diversi, fuori commercio. Alcune aziende, davanti all'entusiasmo dei lettori si associarono all'iniziativa regalando punti fedeltà su scatole dei propri prodotti e venne prodotta anche una soda e delle scarpe Tintin. Fra i regali comparivano oleografie della raccolta "Vedere e sapere" aventi per temi l'aviazione, le barche, l'automobile. Anche la SNCF (Società nazionale delle ferrovie francesi) offrì viaggi gratuiti di 100 km in cambio di ottocento punti Tintin.

### Gli anni cinquanta
Gli anni 1950 videro arrivare nuovi artisti:
- Raymond Reding con il fumetto sportivo (Jari nel 1957, Vincent Larcher nel 1963, Section R nel 1972),
- Albert Weinberg con la serie sull'aviazione Dan Cooper nel 1957,
- Tibet con il suo western umoristico Chick Bill e il detective Ric Roland,
- Raymond Macherot, con Chlorophylle e il suo investigatore Clifton che fu ripreso in seguito da Turk, De Groot e Bedu,
- Pom et Teddy di François Craenhals,
- Le Chevalier Blanc di Liliane e Fred Funcken,
- Lefranc di Jacques Martin,
- Michel Vaillant di Jean Graton,
- Oumpah-Pah di Albert Uderzo e René Goscinny,
- Signor Spaghetti di Dino Attanasio,
- Strapontin di Berck.

Tintin fu sempre in competizione con la rivista Le Journal de Spirou. L'artista poteva pubblicare le sue opere soltanto su una delle due riviste. Un'importante eccezione fu André Franquin. Nel 1955, l'artista più popolare di Spirou passò a Tintin dopo una disputa con il suo editore Dupuis. Disputa ben presto risolta, ma Franquin aveva già firmato un contratto di cinque anni con Tintin. Ragion per cui creò Modeste et Pompon per Tintin, mentre proseguiva altre serie per Spirou. Lasciò Tintin alla scadenza del contratto e la serie Modeste et Pompon passò per alcuni anni a Dino Attanasio, Mittéï, Griffo e Walli & Bom. Diversi artisti lasciarono Spirou per Tintin, come Eddy Paape, Jean Graton e Liliane & Fred Funcken e altri abbandonarono Tintin per Spirou, come Raymond Macherot.

### Gli anni sessanta
Un nuovo slancio umoristico venne dato con l'arrivo dei seguenti artisti:
- Greg con Rock Derby e Zig et Puce,
- Géri con Magellan,
- Christian Godard con Martin Milan,
- Jo-El Azara con Taka Takata,
- Dany con Olivier Rameau,
- Dupa con Cubitus,
- Bob De Groot, Pierre Guilmard and Hachel,
- Jean Torton, Christian Denayer con Alain Chevallier,
- William Vance con Ringo e Bruno Brazil,
- Hermann con Bernard Prince e
- Eddy Paape con Luc Orient

### Gli anni settanta
La rivista ritornò al fumetto realista con:
- Claude Auclair e Simon du Fleuve,
- Derib e Buddy Longway,
- Carlos Giménez e Dani Futuro,
- André Beautemps e Michael Logan,
- Franz e Jugurtha,
- Cosey e Jonathan,
- Ferry e Ian Kaledine,
- Gilles Chaillet e Vasco,
- Jean-Claude Servais,
- Hugo Pratt e Corto Maltese
- Will Eisner e The Spirit.

Ma l'umorismo non venne a mancare con:
- Turk e De Groot con Robin Dubois e
- Serge Ernst e i suoi  Clins d'Œil.

### Gli anni ottanta e il declino
Negli anni ottanta le vendite diminuirono; fra i pochi artisti rimasti:
- Bernard Capo con Loïc Francœur,
- René Sterne con Adler,
- Michel Weyland con  Aria.

La rivista terminò le pubblicazioni con il titolo originale nel novembre del 1988 per uscire un mese più tardi con il nome Tintin reporter, pubblicata da Yeti Press.
Anche la rivista in versione francese, che era già stata chiusa nel 1972, continuò cambiando formula e diventerà nel gennaio 1973 Tintin l'Hebdoptimiste poi Nouveau Tintin, il 16 settembre 1975, e nuovamente Tintin dal 1979 al 1988.
Tintin reporter sopravvisse qualche mese e fu seguito da Hello Bédé nel settembre 1989. Questa versione finale, di nuovo pubblicata da Le Lombard, continuò fino al 1993.
In quel momento un velo cadde definitivamente su una delle migliori riviste di fumetti europei.

## Personale
I capo redattori furono: Jacques Van Melkebeke (1946-1947), André Fernez (1947-1959), Marcel Dehaye (1959-), Greg (1965-1974), Henri Desclez (1974-1976), André-Paul Duchâteau (1976-1979).